# Saint-Nicolas-du-Tertre
 Saint-Nicolas-du-Tertre  (en bretón Sant-Nikolaz-Ar-Roz) es una población y comuna francesa, situada en la región de Bretaña, departamento de Morbihan, en el distrito de Vannes y cantón de Malestroit.

## Demografía
| 570 | 523 | 503 | 502 | 454 | 454 |
| Para los censos de 1962 a 1999 la población legal corresponde a la población sin duplicidades (Fuente: INSEE [Consultar]) |     |     |     |     |     |